# Улица Жён Мироносиц
Улица Жён Мироносиц (укр. Вулиця Жон Мироносиць, до 2016 года — Совнаркомовская улица, укр. Раднаркомівська вулиця) — улица в центре Харькова. Административно находится в Киевском районе.
Соединяет Пушкинскую и Сумскую улицы. Пересекается с Чернышевской улицей.

## История
Возникновение улицы относят к началу XIX века. Она проходила от Сумской вдоль Мироносицкого кладбища и первоначально называлась Старокладбищенским переулком. За более чем 160 лет своего существования улица меняла своё название около 20 раз. Среди названий улицы — Садовая, Садово-Куликовская, переулок Сознания, переулок Равенства и Братства, Касперовский переулок. Сердюковская улица. С 1896 года до 20-30 годов XX века называлась Мироносицким переулком. В 1930-х получила название «Совнаркомовская».
В 1897—1900 годах в Мироносицком переулке было построено здание по проекту архитектора Бекетова (сейчас в этом здании располагается Дом учёных).
В 1922—1928 годах в здании нынешнего Художественного музея (также построенного по проекту А. Н. Бекетова) работал Совет народных комиссаров УССР, в честь которого улица получила название «Совнаркомовская».
В 1936—1941 годах на Совнаркомовской улице, в доме № 6/8 жил поэт А. И. Введенский.
В послевоенные годы на улице начал работать Харьковский художественный музей.

## Примечательные здания
- Дом № 9 — построен по проекту архитектора А. Н. Бекетова, ныне в нём располагается выставочный зал Харьковского художественного музея. Первоначально это было здание воскресной женской школы, организованной Х. Д. Алчевской.
- Дом № 10 — построен в 1897—1900 годах женой А. Н. Бекетова, Анной Алексеевной. Был усадьбой Бекетовых. На втором этаже здания с западной стороны был портик с кариатидами, убранный во время реконструкции здания в 1920-х годах. Сейчас это Харьковский Дом учёных.
- Дом № 11 — построен по проекту архитектора А. Н. Бекетова, ныне в нём располагается Харьковский художественный музей.
- Дом № 13 — построен в 1891—1893 годах А. Н. Бекетовым. Бывший особняк А. К. Алчевского. В 1899 году Алчевский оплатил сооружение первого в мире памятника Т. Г. Шевченко (скульптор В. А. Беклемишев). Памятник размещался в саду усадьбы. После продажи усадьбы судьба памятника неизвестна. Сейчас в здании располагается Дом культуры милиции. Перед зданием установлен памятник милиционерам, погибшим в борьбе с преступностью.

## Памятники
- Памятник А. К. Алчевскому. Подарен Харькову к 350-летию городом Алчевском. Установлен в сквере Победы.
- Памятник погибшим милиционерам.
- Памятник влюблённым. Открыт 1 сентября 2002 года. 23 августа 2009 года была открыта площадь Архитекторов, памятник оказался в её центре. Кроме того памятник окружили фонтаном.
- «Семь чудес Харькова» на площади Архитекторов.

## Транспорт
Непосредственно по улице общественный транспорт не проходит. В районе пересечения с Пушкинской улицей находится станция метро «Архитектора Бекетова».